# Земљотрес у Петрињи 2020.
Земљотрес у Петрињи 2020. године био је потрес магнитуде 6,3 који се догодио на око 40 km југоисточно од Загреба, код места Петриња, 29. децембра 2020. године, у 12.19 часова по локалном времену.

## Одлике
Земљотрес на Банији се догодио на простору близу тектонске границе између Динаридске и Панонске плоче. Предео Петриње и околине је повремено сеизмички активан. Међутим, овај земљотрес, као и накнадни потреси, су донекле изненадили сеизмологе.

## Последице
Интензитет потреса у Петрињи био је VIII–IX Меркалија, што га сврстава у јаче земљотресе. Потресе тог интензитета осећају сви људи, зграде трпе озбиљна оштећења, стабла се ломе, а старије и трошне куће се руше.
Тешко су страдали градови Петриња, Глина, Сисак и Хрватска Костајница, а велике материјалне штете су претрпеле општине Доњи Кукурузари, Суња, Мајур, Двор, Топуско, Вргинмост, Лекеник и Мартинска Вес.
У земљотресу је оштећен велики број приватних кућа, зграда, помоћних и верских објеката, за које је процењено да су небезбедни за даљи боравак и коришћење. Особе које су остале без својих домова су привремено смештене по контејнерима за становање, шаторима Црвеног крста Хрватске... Око 30 људи је повређено, а 7 особа је нажалост подлегло повредама.

## Штета
Укупна материјална штета се још увек процењује. До сада се зна да је укупно 8.928 објеката оштећено, од којих је 20% или 2.688 потпуно уништено или неупотребљиво, 24% објеката ће бити додатно проверени, а 54% објеката може се нормално користити.